# Gandra e Taião
Gandra e Taião (oficialmente, União das Freguesias de Gandra e Taião)  é uma freguesia portuguesa do município de Valença, com 20,19 km² de área e 1391 habitantes (censo de 2021). A sua densidade populacional é 68,9 hab./km².

## História
Foi criada aquando da reorganização administrativa de 2012/2013, resultando da agregação das antigas freguesias de Gandra e Taião.

## Demografia
A população registada nos censos foi:
| Distribuição da População por Grupos Etários | Distribuição da População por Grupos Etários | Distribuição da População por Grupos Etários | Distribuição da População por Grupos Etários | Distribuição da População por Grupos Etários | Distribuição da População por Grupos Etários |
| -------------------------------------------- | -------------------------------------------- | -------------------------------------------- | -------------------------------------------- | -------------------------------------------- | -------------------------------------------- |
| Antes da agregação                           |                                              |                                              |                                              |                                              |                                              |
| Ano                                          | 0-14 anos                                    | 15-24 anos                                   | 25-64 anos                                   | >= 65 anos                                   | Total                                        |
| 2001                                         | 209                                          | 180                                          | 740                                          | 266                                          | 1395                                         |
| 2011                                         | 204                                          | 148                                          | 811                                          | 308                                          | 1471                                         |
| Após a agregação                             |                                              |                                              |                                              |                                              |                                              |
| Ano                                          | 0-14 anos                                    | 15-24 anos                                   | 25-64 anos                                   | >= 65 anos                                   | Total                                        |
| 2021                                         | 171                                          | 124                                          | 721                                          | 375                                          | 1391                                         |